# 丹老群岛

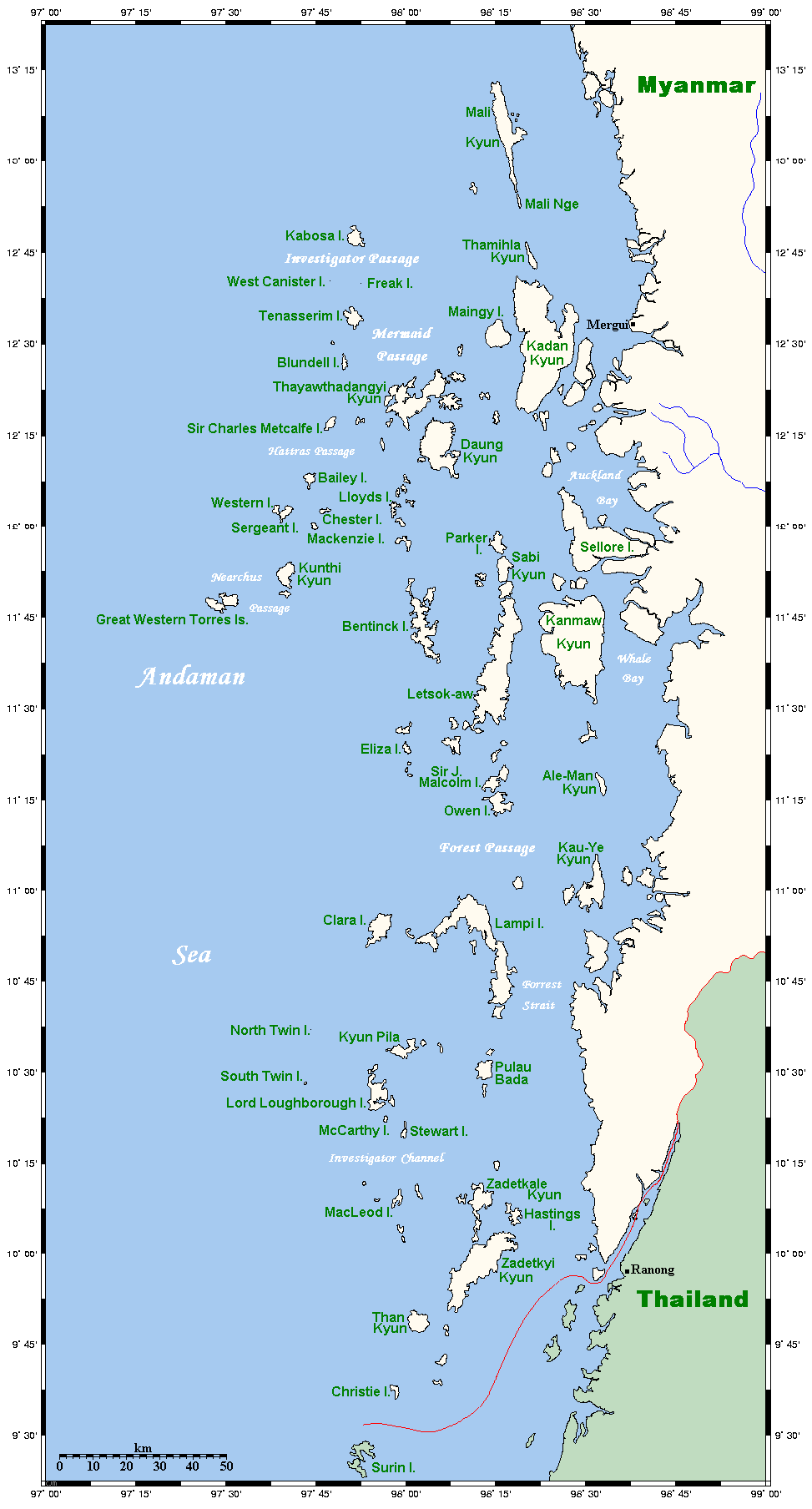
丹老群岛地图。

丹老群岛（Mergui Archipelago），又译墨吉群岛，缅甸东部德林达依地区安达曼海沿岸的一个群岛，因临近丹老（墨吉）而得名，由800多个岛屿组成，总面积超过3500平方公里，是中南半岛安达曼海沿岸最大的岛群。丹老群岛全部位于马来半岛西岸附近的安达曼海，靠近其陆地北端。岛上居民以操南島语族语言的莫肯人为主，经济依赖渔业和旅游业。